# Smast
Smast – wieś w Słowenii, w gminie Kobarid. W 2018 roku liczyła 195 mieszkańców.